# Le Parrain 2 (jeu vidéo)
Pour les articles homonymes, voir Le Parrain et The Godfather.
 (avril 2020).
Si vous disposez d'ouvrages ou d'articles de référence ou si vous connaissez des sites web de qualité traitant du thème abordé ici, merci de compléter l'article en donnant les références utiles à sa vérifiabilité et en les liant à la section « Notes et références ».
Le Parrain 2, le jeu vidéo, est une adaptation vidéoludique du roman de Mario Puzo et du film de Francis Ford Coppola.
Développé par Electronic Arts, ce jeu d'action et d'aventure est sorti en 2009 sur PlayStation 3, Xbox 360 et Windows. Il fait suite au jeu vidéo Le Parrain.

## Scénario
31 décembre 1958. Le joueur incarne Dominic, un Capo d'Aldo Trapani qui dirige la famille à New-York et qui est le Bras-Droit de Michael Corleone le Don de la famille Corleone. Il est au début du jeu à Cuba, qui est en pleine révolution cubaine, en compagnie d'Aldo et Michael pour régler un accord avec Hyman Roth. Au cours d'une réception organisée par Roth pour son anniversaire, où il venait d'annoncer aux chefs qu'ils allaient enfin bénéficier de l'appui du gouvernement de Cuba pour leurs affaires, grâce à la récente prise de pouvoir de Batista, un flash spécial télévisé annonce subitement que le gouvernement vient juste de tomber dans les mains des rebelles de Castro. Il faut dès lors fuir Cuba le plus rapidement possible, et escorter Aldo et Michael en se frayant un chemin au milieu des rebelles. Arrivé à l'aéroport, Aldo est abattu par un sniper rebelle. Le joueur parvient à descendre le tueur mais il est trop tard pour Aldo. Dans l'avion, Michael demande alors au joueur de reprendre la place d'Aldo et donc de devenir le Don de la famille à New-York. À New-York, tous les commerces ont entre-temps été repris par la famille de Carmine Rosato, le joueur doit donc reprendre les commerces un à un, ainsi que les buisness. Après avoir repris New-York, il doit aller en Floride pour en prendre également le contrôle, puis enfin Cuba afin de devenir le seul Don regnant sur cet empire. Mais pour cela il faudra recruter Soldats, Capo et Bras-Droit, pour pouvoir  anéantir les cinq autres familles. La Famille Carmine Rosato contrôlée par Don Carmine Rosato, la Famille Tony Rosato contrôlée par Don Tony Rosato, la Famille Granados contrôlée par Don Rico Granados, la Famille Almeida contrôlée par Don Esteban Almeida et la Famille Mangano contrôlée par Don Samuele Mangano, tous les cinq étant sous l'influence d'Hyman Roth.

## Système de jeu
Ce jeu n'est pas un jeu d'action-aventure traditionnel où les missions et les objectifs à accomplir viennent les uns derrière les autres mais plutôt un jeu ouvert, à la manière des jeux de la franchise Grand Theft Auto, où l'on peut se déplacer et interagir librement. Le gameplay de GTA a été étendu, il est par exemple possible, en combat au corps à corps d'intimider son adversaire, de défenestrer des personnages, de les plaquer contre un mur, leur claquer la tête sur une table ou encore les exécuter d'une manière spectaculaire ; des éléments de jeu de rôle ont été ajoutés, notamment l'évolution de nombreuses compétences comme le maniement des armes ; et par exemple l'utilisation sur les versions console du stick analogique droit pour donner des coups.
S'inspirant de la trilogie de Coppola et plus particulièrement du deuxième épisode, Le Parrain 2, ce jeu conserve plusieurs éléments du premier opus, tout en offrant désormais au joueur une totale liberté de stratégie, grâce à un menu "Vision du Don". Désormais, c'est vous qui incarnerez le Don, vous allez devoir recruter des soldats, leur faire grimper les échelons, reprendre le contrôle des magasins et différent buisness que vous avez perdu, en menaçant leurs propriétaires de diverses façons. Pour cela, le joueur peut faire le travail lui-même accompagné de ses hommes (jusqu'à trois au maximum), où envoyer ses hommes s'occuper de ces basses besognes pour son compte. Après chaque récupération d'un commerce ou buisness, il faudra gérer sa protection afin d'éviter que les familles adverses ne tentent de le reprendre. Ce jeu offre donc la grande nouveauté d'avoir la possibilité de jongler entre une phase d'action quand on choisit de faire l'extorsion soi-même et une phase purement stratégique où le joueur contrôle totalement sa famille, ses hommes, leurs compétences, ses magasins et buisness, leurs protections, ainsi que tous autres contacts nécessaires à son ascension tels que policiers corrompus, politiciens, magistrats et entrepreneur verreux à qui on peut rendre service contre certains arrangements.
Au début du jeu, il est possible de donner à son personnage l'apparence voulue en choisissant tous les détails de son visage, de sa corpulence, ainsi que de sa tenue vestimentaire.

### Armes
Différentes armes sont utilisables tout au long du périple.
Ces armes sont :
- Fil à étrangler
- Arme blanche ou objet contondant (au choix)
- Fusil à lunette
- Pistolet
- Mitraillette
- Revolver Magnum
- Fusil à pompe

Chacune des armes à feu possède trois améliorations.
Ainsi que quelques explosifs : 
- Dynamite
- Cocktail Molotov
- Bombe

Voici les différentes positions des armes.
- Pistolet niv.2 : Se trouve en Floride, à l'endroit où aura lieu la première mission en Floride.
- Pistolet niv.3 : Dans le manoir de Mangano.
- Magnum niv.2 : Dans le manoir de Carmine Rosato.
- Magnum niv.3 : Il se trouve sur une grue dans le Battaglia Quarry, à Cuba (trafique d'arme).
- Mitrailleuse niv.2 : Dans le manoir des Granados.
- Mitrailleuse niv.3 : Dans le Battaglia Masonry, à Cuba (trafique d'arme).
- Fusil à pompe niv.2 : C'est l'arme la mieux cachée, située dans le manoir des Corleone. Il se trouve dans le terrain du domaine, à gauche de l'entrée principale. L'arme se trouve derrière un buisson qu'il faut incendier afin d'obtenir le fusil.
- Fusil à pompe niv.3 : Il se trouve en Floride. Il est dans un bâtiment à côté du commerce de Garage clandestin, le Global Storage. Pour y arriver, il faut un cambrioleur.
- Fusil à lunette niv.2 : Il se trouve sur le toit du Emilio's Packing, en Floride (trafic de diamants).
- Fusil à lunette niv.3 : Dans le manoir des Almeida.
- Corde à étrangler : Elle se trouve au même endroit que le pistolet niv.2.

### Hommes
Il est possible de choisir les hommes qui intégrerons la famille selon les compétences nécessaires, et d'engager jusqu'à quatre Soldats qui pourront en temps voulu monter en grade, il sera alors possible d'engager un nouveau Soldat pour le remplacer. Les hommes n'ont, en général, qu'une seule spécialité(certains en possèdent déjà deux) à leur recrutement pour le poste de Soldats. Ils peuvent en acquérir une supplémentaire à chaque promotion (Capo et Bras-Droit).
Les six spécialités disponibles sont :
- Médecin
- Cogneur
- Démolisseur
- Incendiaire
- Mécanicien
- Cambrioleur

Il est également possible de choisir leurs tenues et aussi améliorer leurs compétences par l'intermédiaire du menu « Vision du Don », comme leur résistance, leur qualité de tireur, leur capacité à intimider et bien d'autres. Le fait de détenir le monopole d'un certain type de commerce fait bénéficier d'un bonus (gilet pare-balle, munitions supplémentaires, voitures blindées...) dont le joueur et ses hommes, quel que soit leur grade, profitent.
De plus, quatre modes de jeu en ligne permettent de contrôler les hommes de main dans des parties multijoueurs et de développer davantage leurs spécialités.

## Réalisation
Un aspect intéressant du jeu est qu'il replace dans le contexte certains personnages du film original en conservant leurs traits, comme Michael Corleone (joué par Al Pacino), Tom Hagen (joué par Robert Duvall), Hyman Roth (joué par Lee Strasberg) ou encore Frank Pentangeli (joué par Michael V. Gazzo).